# Löparfetblad
Löparfetblad (Sedum sarmentosum) är en fetbladsväxtart som beskrevs av Aleksandr Andrejevitj Bunge. Löparfetblad ingår i fetknoppssläktet som ingår i familjen fetbladsväxter. Arten förekommer tillfälligt i Sverige, men reproducerar sig inte. Utöver nominatformen finns också underarten S. s. silvestre.

## Bildgalleri

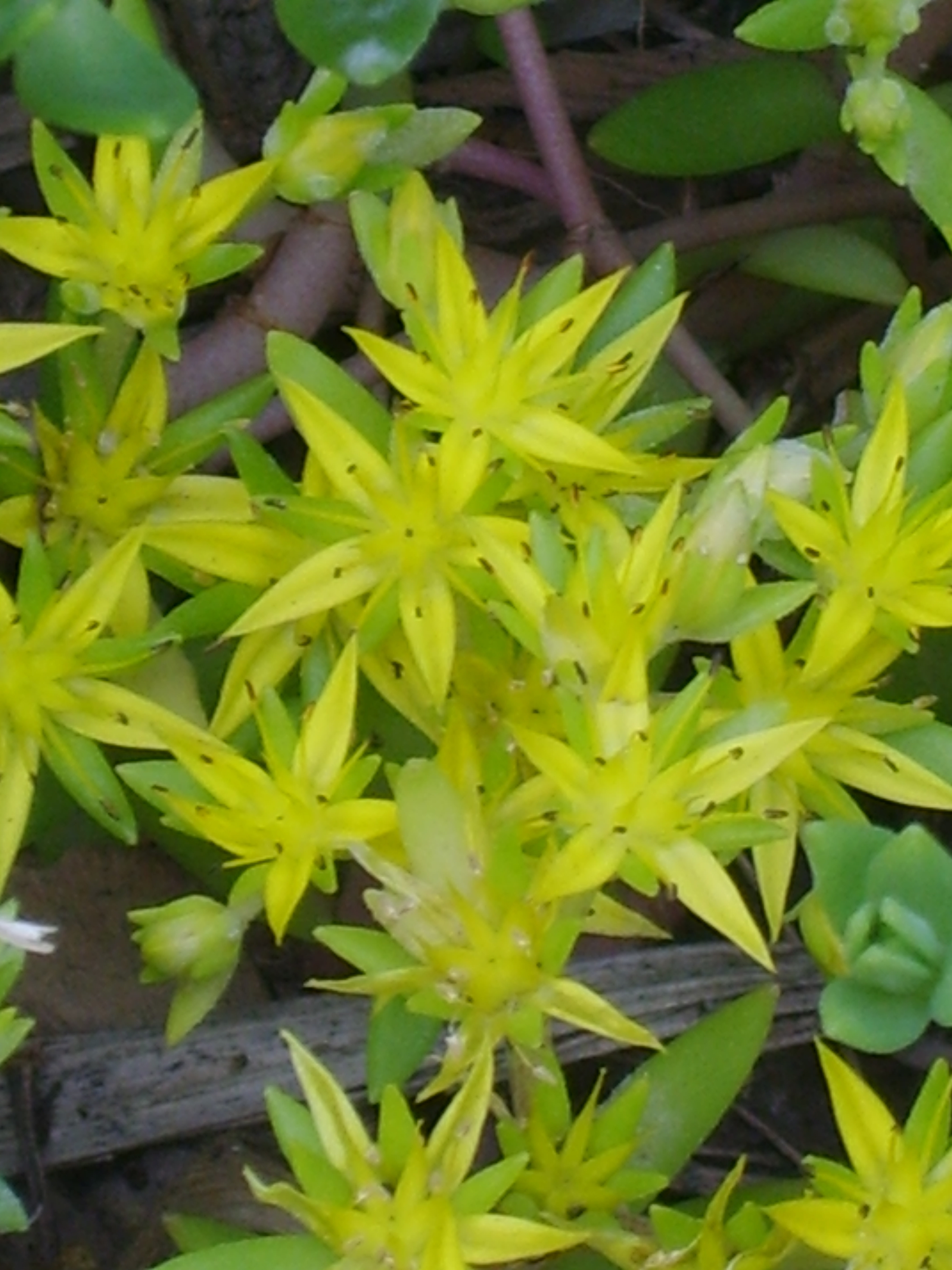
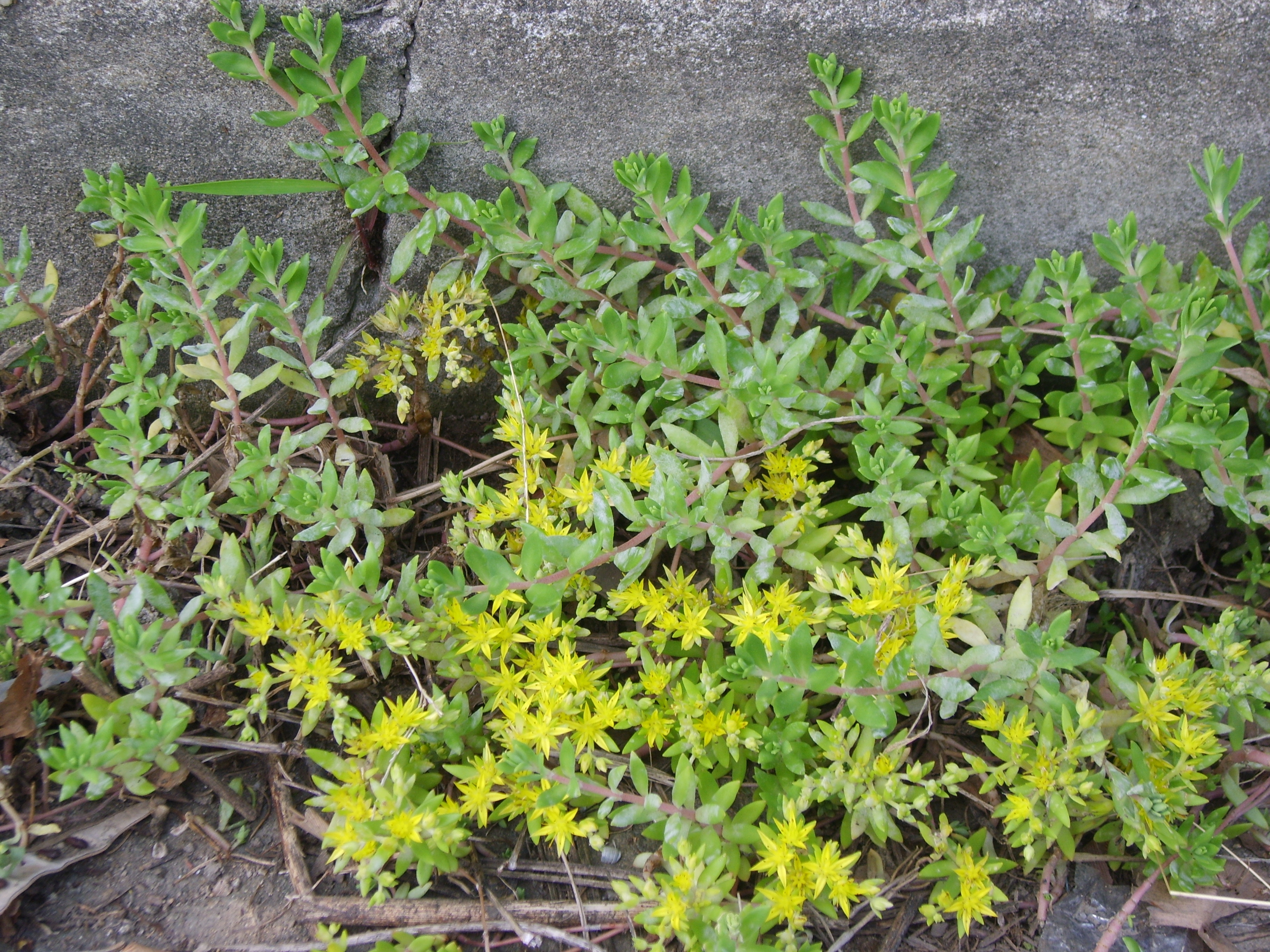